# Substitutionsreaktion
En substitutionsreaktion är en kemisk reaktion där en substituent byts ut mot en annan. Det finns två huvudtyper av substitutionsreaktioner:
- SN1-reaktion, enmolekylär nukleofil substitutionsreaktion
- SN2-reaktion, tvåmolekylär nukleofil substitutionsreaktion